# Kloster Le Landais
Das Kloster Le Landais (Landesium, früher Fonstable) ist eine ehemalige Zisterzienserabtei in der Gemeinde Frédille im Département Indre, Region Centre-Val de Loire, in Frankreich, rund 30 km nordwestlich von Châteauroux.

## Geschichte
Das Kloster wurde wohl 1115 als Benediktinerkloster gegründet. Wohl 1129 (die Angaben schwanken) schloss es sich als Tochterkloster von Kloster L’Aumône aus der Filiation von Kloster Cîteaux dem Zisterzienserorden an. 1137 gründete es das Tochterkloster Barzelles. Dank bedeutender Stiftungen des Herrn von Buzançais, Jean de Prie, wurden die Abteikirche und ein Großteil der Gebäude in der ersten Hälfte des 13. Jahrhunderts neu errichtet. Das Kloster besaß sieben Mühlen, eine Schmiede und elf Grangien sowie Stadthäuser in Châteauroux, Villedieu, Buzançais und Levroux. In den Hugenottenkriegen wurde das Kloster 1569 zerstört, aber anschließend wieder aufgebaut. Mit der Französischen Revolution kam 1791 das Ende des Klosters. In der Folge wurde es als Nationalgut verkauft und um 1830 weitgehend abgebrochen. 2004 wurden die Reste der Abtei als Monument historique geschützt.

## Bauten und Anlage
Die Anlage entsprach dem bernhardinischen Plan. Die kreuzförmige, dreischiffige, 56 m lange und 18,50 m breite Kirche aus dem 13. Jahrhundert mit Querhaus, rechteckigem Chor, je zwei Seitenkapellen auf beiden Seiten lag im Süden. Die Klausur mit den üblichen Räumen schloss sich nördlich an. Das Kloster verfügte über ein bemerkenswertes hydraulisches System. Erhalten sind die beiden Joche des Chors, jedoch ohne Gewölbe, die beiden südlichen Seitenkapellen mit ihren Gewölben (davon eine mit Wandgemälden), ein Joch der Sakristei und ein Joch des südlichen Seitenschiffs, weiter das für den Kommendatarabt umgebaute Konversenhaus.